# Kazinczy-díj
A Kazinczy-díj – tágabb értelemben ideértve a Kazinczy-emlékérem, Kazinczy-jelvény, Kazinczy-jutalom elismeréseket – „a szép magyar beszédért” odaítélt díj, a legrégebbi és legrangosabb elismerés az anyanyelvápoló mozgalomban.

## Története
Péchy Blanka (1894–1988) színművésznő 1963-ban díjat alapított Kazinczy Ferencről elnevezve azon a hivatásos beszélők (színészek, énekesek, a média szereplői), illetve pedagógusok és az ifjúság számára, akik példamutatóan szép nyelvhasználatuk (elsősorban kiejtésük) révén sokat tesznek a magyar nyelv ápolásának ügyéért. A Péchy Blanka halálát követően létrehozott Kazinczy-díj Alapítvány – Péchy Blanka Emlékére évente Kazinczy-díjat ad át a kuratóriuma által arra érdemesnek ítélt személyeknek, Kazinczy-emlékérmet a pedagógusjelöltek, illetve középiskolások számára rendezett szép kiejtési verseny győzteseinek, Kazinczy-jelvényt a hasonló általános iskolai szintű versenyek nyerteseinek, Kazinczy-jutalmat a művésznő és Deme László nyelvészprofesszor által indított, Beszélni nehéz című rádióműsor nyomán (és arról elnevezve) mozgalomként létrejött iskolai szakkörök legkiválóbbjai számára. Pedagógusok számára az alapítvány 1994 óta évente Péchy Blanka-díjat is adományoz.

## Alkotók
A Péchy Blanka alapította Kazinczy-díj és Kazinczy-érem alkotója Borsos Miklós. 
A Kazinczy-emlékérem alkotója a soproni Renner Kálmán (1927–1994) éremszobrász.

## A Kazinczy-díj kitüntetettjei
- 1963 Makay Margit színművész
- 1964 Körmendy László rádióbemondó
- 1966 Várday Zoltán színművész
- 1967 Ráday Imre színművész
- 1968 Pálos György színművész
- 1970 Kádár Géza tanár, Z. Szabó László tanár
- 1971 Horváth Sándor színművész
- 1972 Medgyessy Pál színművész, Saárossy Kinga színművész
- 1973 Erőss Anna rádióbemondó, Hajas Ilona televíziós bemondó
- 19?? Varga József bemondó
- 19?? Szádvári Gabriella az MTV bemondója
- 1974 Melis György operaénekes
- 1976 Megyer Szabolcs tanár
- 1977 Csomós Mari színművész, Jancsó Adrienne előadóművész
- 1978 Kovácsné Vermes Stefánia dr. tanár, Sárossy Józsefné tanár
- 1979 Egressy István rádióbemondó, Szilágyi Péterné tanár
- 1980 Nagy Attila színművész
- 1981 Gerencsér Éva tanár, Moys Klára tanár
- 1982 Katona Rezsőné tanár, Rapcsányi László rádióriporter
- 1983 Sinkovits Imre színművész, Uri István színművész
- 1984 Dr. Kováts Dániel főiskolai tanár, Miklós József tanár
- 1985 Bagi Ádámné tanár, Kovács P. József televízióbemondó
- 1986 Némethy Ferenc színművész, Zentai László tanár
- 1987 Kövesi Józsefné tanár, Venczel Vera színművész
- 1988 Ott Györgyné tanár, Török Annamária rádióbemondó
- 1989 Bánffy György színművész, Kohut Magda színművész, Rozgonyiné Molnár Emma főiskolai tanár
- 1990 Bakóné Aradi Éva tanár, Hérics Lajosné tanár, Karsainé Horváth Klára tanár, Miskolczi Margit tanár
- 1991 Csák Elemér újságíró, Gulyás Istvánné általános iskolai tanár, Tatay Éva előadóművész
- 1992 Héjja Sándor színművész, Kerekes Barnabás középiskolai tanár, Koncz Zsuzsa előadóművész
- 1993 Kovács Ferencné középiskolai tanár, Dr. Molnár Ildikó egyetemi adjunktus, Szőcsné Antal Irén általános iskolai tanár
- 1994 Bartol Antal szakiskolai tanár, Dr. Durucz Istvánné középiskolai tanár, Kertész Zsuzsa bemondó
- 1995 Csikos Sándor színművész, Mécs Károly színművész, Wacha Imre főiskolai docens
- 1996 Fábián Györgyné középiskolai tanár, Francsicsné Dr. Hegyi Mariann főiskolai docens, Pintér István középiskolai tanár
- 1997 Dr. Bőzsöny Ferenc főbemondó, Papp Sándorné középiskolai tanár, Szabó Zoltánné általános iskolai tanár
- 1998 Gömöri Árpád középiskolai tanár, Lukács Margit színművész, Papp Zoltán színművész, Szilágyi Enikő színművész
- 1999 Bacskó Józsefné középiskolai tanár, Batki Jenőné dr. középiskolai tanár, Békéssyné Dr. Fejes Katalin egyetemi docens
- 2000 Forgács Róbert középiskolai tanár, Kristóf Gábor szerkesztő-műsorvezető, Matula Ágnes TV-szerkesztő, Németh Tibor gimnáziumi igazgató
- 2001 Blaskó Péter színművész, Dévai Nagy Kamilla előadóművész, Miklós Józsefné középiskolai tanár
- 2002 Dr. Földi Éva egyetemi adjunktus, Keppel Gyula középiskolai tanár, Vadász Gusztávné általános iskolai tanár
- 2003 Dr. Bolla Kálmán egyetemi tanár, Bordi András rádióbemondó, Köves Béláné általános iskolai tanár, Sramkóné Pozsonyi Judit középiskolai tanár
- 2004 P. Debrenti Piroska rádióbemondó, Ráckevei Anna színművész
- 2005 Grábics Júlia középiskolai tanár, Pátkai Andrásné középiskolai tanár, Szívósné Vásárhelyi Zsuzsanna középiskolai tanár, Vadász Ágnes rádióbemondó, Variné Trifusz Mária általános iskolai tanár
- 2006 Dr. Gáspár László főiskolai tanár, Hercegi Károly miniszteri tanácsos, Pecznyik Ibolya általános iskolai tanár
- 2007 Acél Anna TV-bemondó, Elekfi László nyelvész, Hutkai Dánielné óvodapedagógus, Kubik Anna színművész
- 2008 Oravecz Lászlóné középiskolai tanár, Saffarik Ildikó általános iskolai tanár, Tekes Rozália általános iskolai tanár
- 2009 Almási Éva középiskolai tanár, Mucsányi János TV-szerkesztő, Némethné Dr. Balázs Katalin középiskolai tanár
- 2010 Dunai Tamás színművész, Dr. Erdély Judit középiskolai tanár, Juhász Judit újságíró, Novotny Zoltán szerkesztő
- 2011 Deme László nyelvészprofesszor, Kovács László középiskolai tanár és igazgató, Misztrik Lászlóné Pál Jolán középiskolai tanár, Novák Jánosné általános iskolai igazgató, Szakács Béla ny. tanár
- 2012 Mohai Gábor rádióbemondó, Tőkés Elekné Bitay Erika középiskolai tanár, Varnyú Ilona középiskolai tanár
- 2013 Császár Angela színművész, Ciprusz Éva bemondó, műsorvezető, Virág Erzsébet, a Romániai Magyar Pedagógusok Szövetségének alelnöke
- 2014 Batári Antal tanár, Pásztor Sándorné tanár, Végsőné Fazekas Aranka tanár
- 2015 Szalóczy Pál rádióbemondó, Hidasi Lajosné tanár, Szántó Edit tanár[6]
- 2016 Lukács Sándor színművész, Korbuly Péter bemondó, műsorvezető, beszédtanár, Minárik Tamás, a pécsi Apáczai Csere János gimnázium magyartanára[7]
- 2017 Dóra Zoltán a váci Árpád Fejedelem Általános Iskola egykori igazgatója, Eőry Vilma az egri Eszterházy Károly Főiskola Nyelv- és Irodalomtudományi Intézete Általános és Alkalmazott Nyelvészeti Tanszékének volt tanszékvezető tanára, Szabó Mária a szegedi Karolina Óvoda, Általános Iskola, Gimnázium, Alapfokú Művészeti Iskola és Kollégium magyartanára.
- 2018 Kovács M. István rádióbemondó, Varga János rádióbemondó, Szendrődyné Botka Krisztina, a balatonboglári Boglári Általános Iskola és Alapfokú Művészeti Iskola magyar tanára, valamint S. Forgács Anna, a budapesti Egressy Béni Református Művészeti Középiskola magyar-latin szakos tanára.
- 2019 Konrád Antal színművész, Lázár Csaba színművész, a Magyar Katolikus Rádió vezető bemondója, Szlotta Judit rádióbemondó, a Kossuth Rádió hírolvasója.
- 2020 Rácz Melinda középiskolai tanár, Ottohál Andrea középiskolai tanár
- 2020 Péntek János tanszékvezető egyetemi tanár (arany Kazinczy-díj)
- 2021 Süveges Gergő televíziós szerkesztő, Szabó Anett televíziós szerkesztő, Gyarmatiné Rostás Ida középiskolai tanár, Bóna Judit egyetemi docens
- 2022 Kovács István színművész, Nagy Katalin rádiós szerkesztő, Tóth Éva középiskolai tanár
- 2023 Hirtling István színművész, Radványi Dorottya műsorvezető[8]
- 2024 Kalocsai Andrea műsorvezető, tanár[9]